# Paul D. Boyer
Paul Delos Boyer (Provo, 31 juli 1918 – Los Angeles, 2 juni 2018) was een Amerikaans biochemicus. Hij won in 1997 samen met John E. Walker de Nobelprijs voor Scheikunde voor zijn verklaring van het enzymatische mechanisme bij de synthese van ATP. Hij deelde de prijs ook met Jens Christian Skou, die de prijs echter voor een ander onderzoek kreeg.

## Biografie

### Opleiding
Boyer werd geboren in Provo als zoon van de arts Dell Delos Boyer (1879-1961) en Grace Guymon (1888-1933). Hij studeerde aan de Provo High School, waar hij actief was in de studentenvakbond en het debatteam. Hij kreeg in 1939 een Bachelor of Science in scheikunde van de Brigham Young-universiteit, evenals een studiebeurs van de Wisconsin Alumni Research Foundation. Vijf dagen voordat hij naar Wisconsin vertrok, trouwde Boyer met Lyda Whicker.
In 1943 haalde Boyer zijn Ph.D. in biochemie aan de Universiteit van Wisconsin-Madison.

### Academische carrière
Na zijn Ph.D. te hebben gehaald, bracht Boyer een paar jaar door aan de Stanford-universiteit. Hier werkte hij aan projecten gerelateerd aan de Tweede Wereldoorlog, waaronder de stabilisatie van serumalbumine voor transfusies. Hij begon zijn onafhankelijke onderzoekscarrière aan de Universiteit van Minnesota. Hij introduceerde kinetische, isotopische en chemische methodes voor het onderzoeken van enzymmechanismen. In 1955 kreeg hij een Guggenheim Fellowship, en werkte hij met Professor Hugo Theorell aan het mechanisme van alcoholdehydrogenase. In 1956 accepteerde hij het professorschap van de Hill Foundation, en vertrok naar de medische campus van de universiteit van Minnesota. In 1959-1960 was hij voorzitter van de Biochemische sector van de American Chemical Society (ACS). In 1969-1970 was hij president van de American Society of Biological Chemists.
In 1963 werd hij professor aan de faculteit scheikunde en biochemie van de Universiteit van Californië - Los Angeles. In 1965 werd hij oprichter en directeur van het moleculaire biologie-instituut, en was hij betrokken bij de bouw van gebouwen voor een Ph.D. programma.
Paul Boyer was van 1963 tot 1989 redacteur van the Annual Review of Biochemistry. Hij was tevens redacteur van de klassieke serie "The Enzymes".

### Privé
Boyer was getrouwd met Lyda Whicker. Samen hadden ze drie kinderen en acht kleinkinderen. Hij overleed in 2018 op 99-jarige leeftijd.

## Prijzen
In 1989 ontving Boyer de Rose Award van de American Society of Chemistry and Molecular Biology. Hij heeft een eredoctoraat van de Universiteiten van Stockholm (1974), Minnesota (1996) en Wisconsin (1998). In 1997 won hij de Nobelprijs voor Scheikunde. Anno 2018 was hij de oudste nog levende Nobelprijswinnaar.

## Publicaties
- Dahms, A.S. & P.D. Boyer. "Occurrence and Characteristics of {sup 18}O-exchange Reactions Catalyzed By Sodium- and Potassium-dependent Adenosine Triphosphatases", University of California Los Angeles (UCLA), United States Department of Energy (through predecessor agency the Atomic Energy Commission), (1972).
- Kanazawa, T. & P.D. Boyer. "Occurrence and Characteristics of a Rapid Exchange of Phosphate Oxygens Catalyzed by Sarcoplasmic Reticulum Vesicles", University of California Los Angeles (UCLA), United States Department of Energy (through predecessor agency the Atomic Energy Commission), (1972).
- Boyer, P.D. "Isotopic Studies on Structure-function Relationships of Nucleic Acids and Enzymes. Three Year Progress Report, May 1972 -- October 1975", University of California Los Angeles (UCLA), United States Department of Energy (through predecessor agency the Energy Research and Development Administration), (1975).
- Boyer, P.D. "Energy Capture and Use in Plants and Bacteria. Final Technical Report", University of California Los Angeles (UCLA), United States Department of Energy, (December 31, 1993).